# Ньето, Энрике

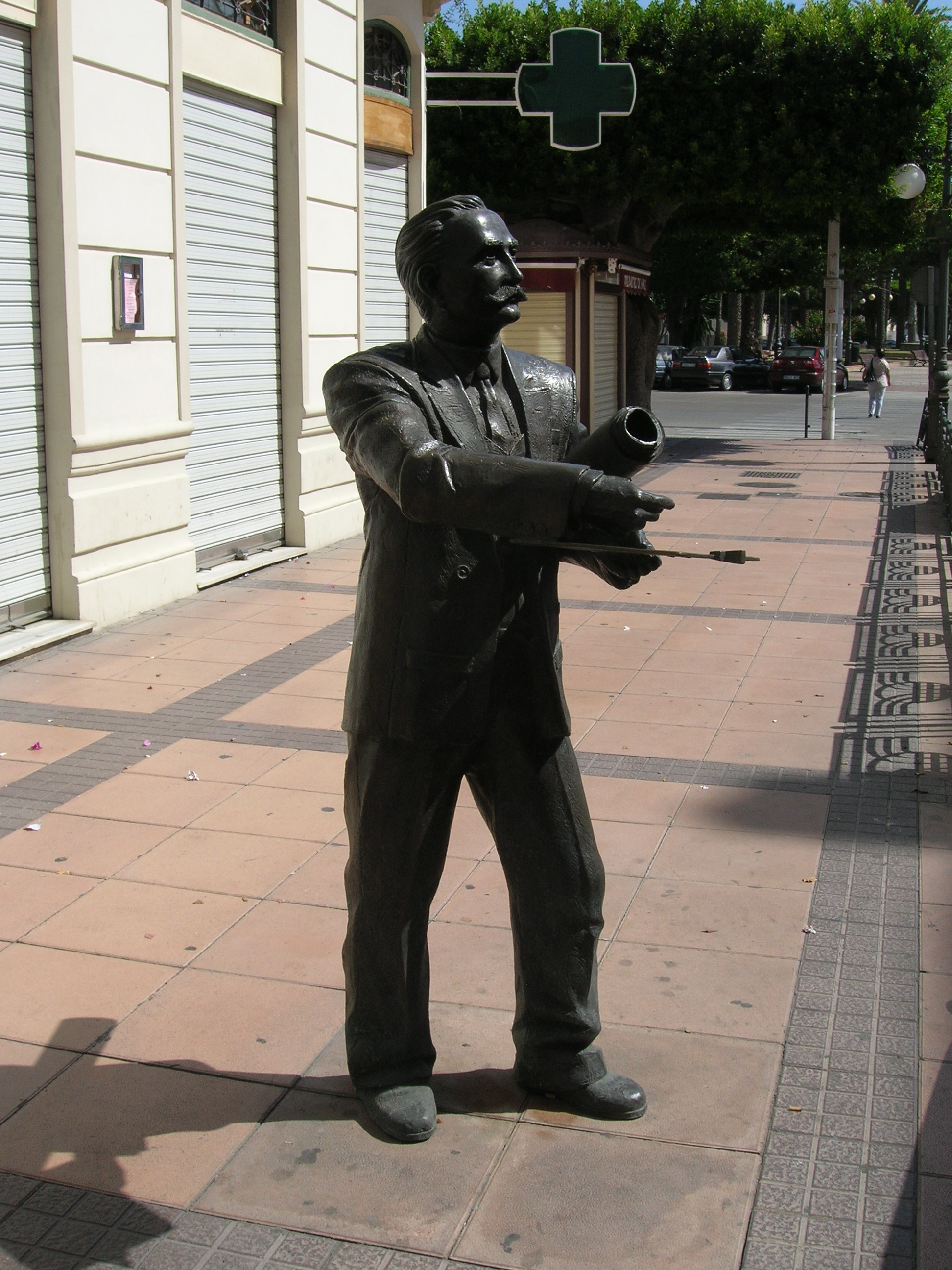
Статуя Энрике Ньето в Мелилье (работа Мустафы Арруфа)

Энрике Ньето  (исп. Enrique Nieto; 6 октября 1880 или 1883 — 20 января 1954) — испанский архитектор каталонского модерна, проекты в котором он выполнял даже после того, как стиль вышел из моды. Был учеником Антонио Гауди и следовал стилю своего учителя, создавая известные проекты в Барселоне и Мелилье. В 1939 году он был назначен городским архитектором Мелильи, испанского анклава в Северной Африке. Коллекция зданий в стиле модерн составляет вторую по величине концентрацию представителей этого стиля за пределами Барселоны.

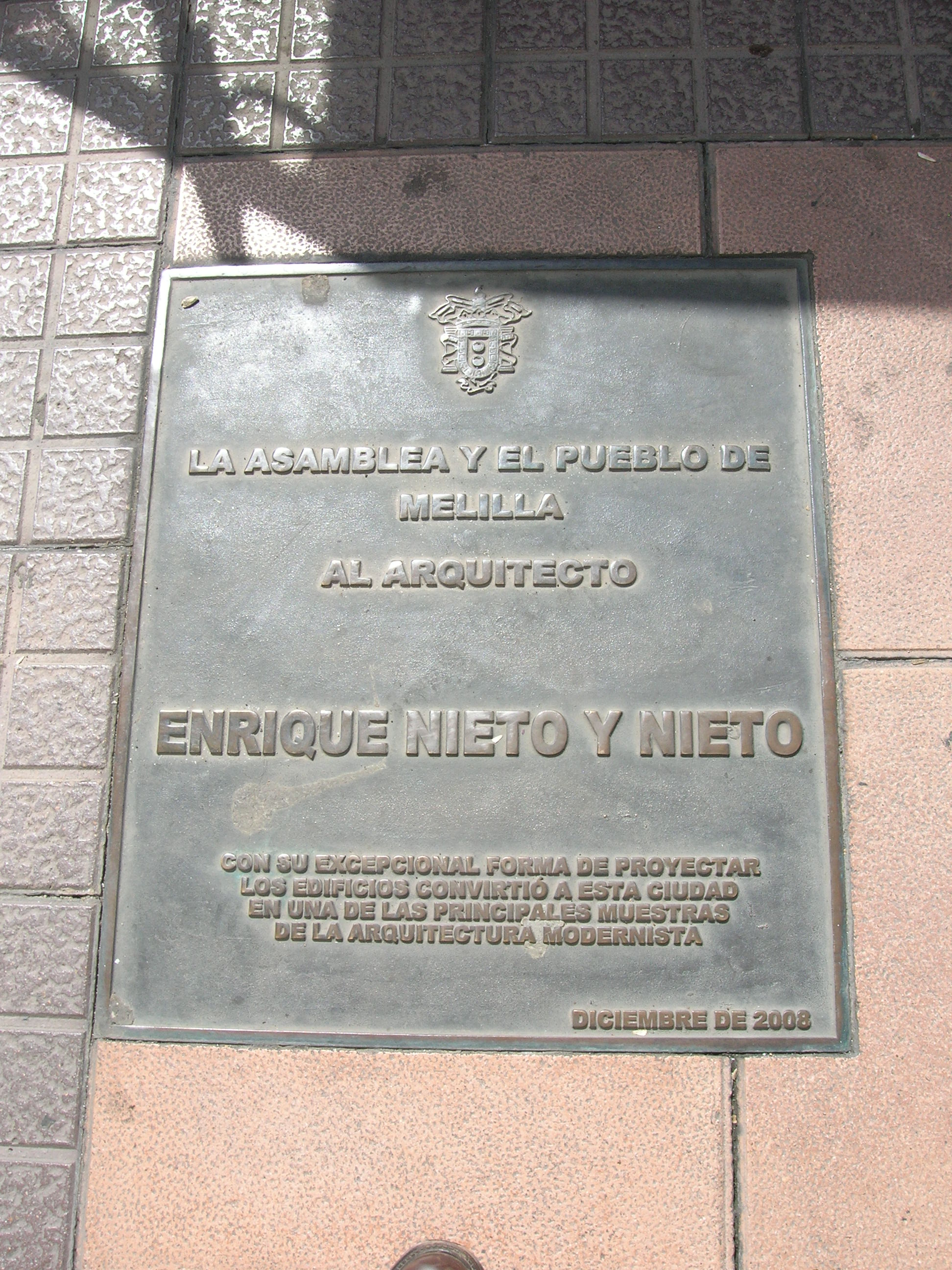
Мемориальная доска, посвящённая Энрике Ньето в Мелилье

## Творчество
Ньето спроектировал в Мелилье главную синагогу Ор Заруа (или Святой Свет) в 1924 году, Центральную мечеть и несколько зданий для католической церкви.
Модерн был движущей силой архитектуры Мелильи в первой половине XX века, определив облик Нового города. Этот стиль, привнесённый в Мелилью Энрике Ньето, глубоко укоренился в городе, который был переполнен цветочными орнаментами. Растения, цветы, животные и женские лица заполняли фасады в стиле модерн, в которых коричневые и кремовые цвета подчёркивали орнаменты. Считается, что Ньето черпал вдохновение в дизайне известной мечети Кордовы.
Другая его известная работа — La Reconquista и Palacio Municipal на Plaza de Europa. В 1920-х годах Ньето спроектировал здание Национального театра и кинотеатра в Мелилье, имеющее более геометрический стиль, чем большинство конструкций модерна. В 1938 году по проекту Ньето в Мелилье началось строительство Дворца Ассамблеи в стиле ар-деко, который был открыт в 1950 году.
Он вышел на пенсию в 1949 году и умер от сердечного приступа пятью годами позже.

## Избранные работы
- Здание «Реконкиста» (1915)
- Казино Милитар (1932)
- Синагога Ямин Бенарроч (1924)
- Паласио-де-ла-Асамблея (1933—1948)
- Меркадо дель Реаль (1932)
- Памятник героям Испании (1941)[13]

## Галерея

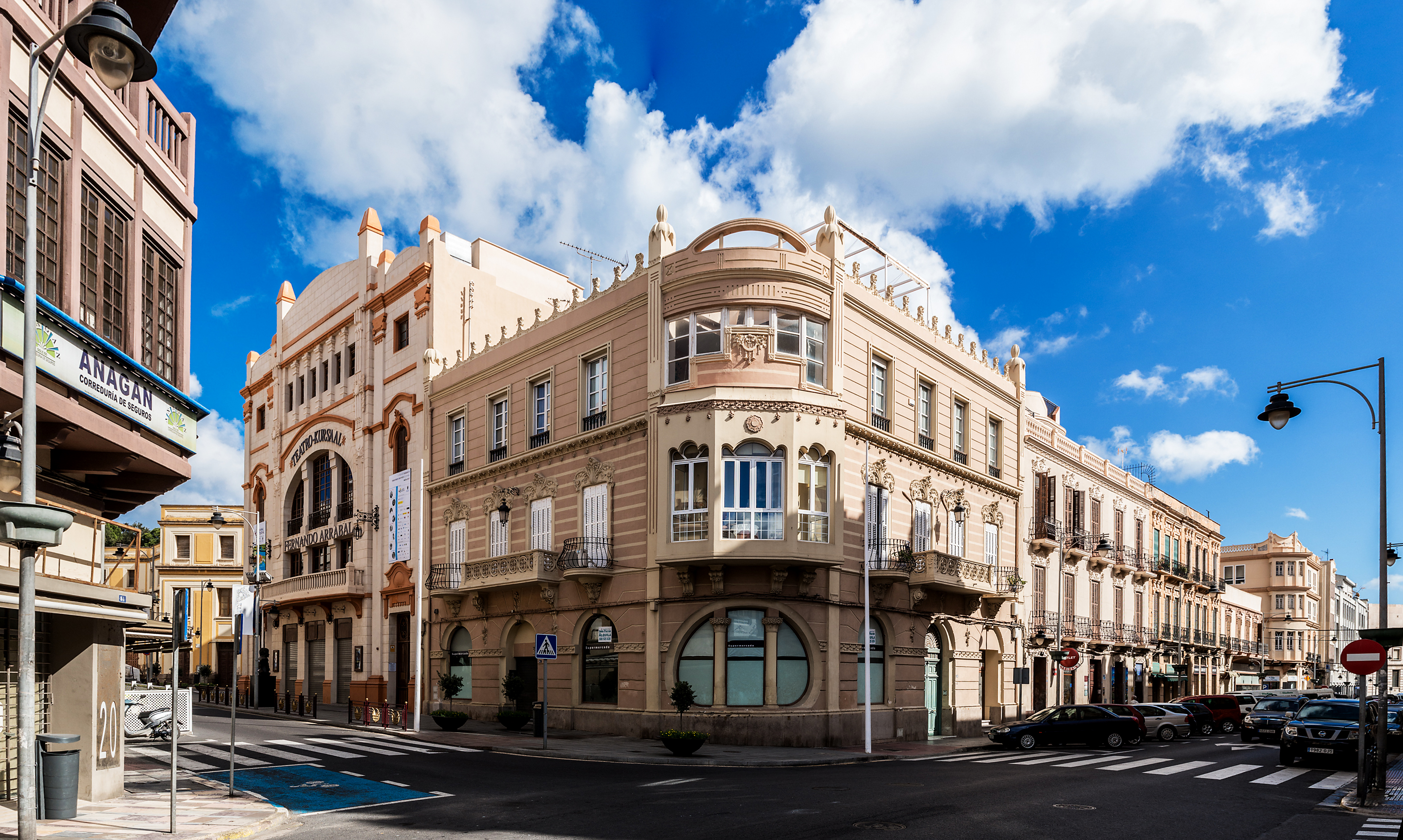
Antigua redacción de El Telegrama del Rif
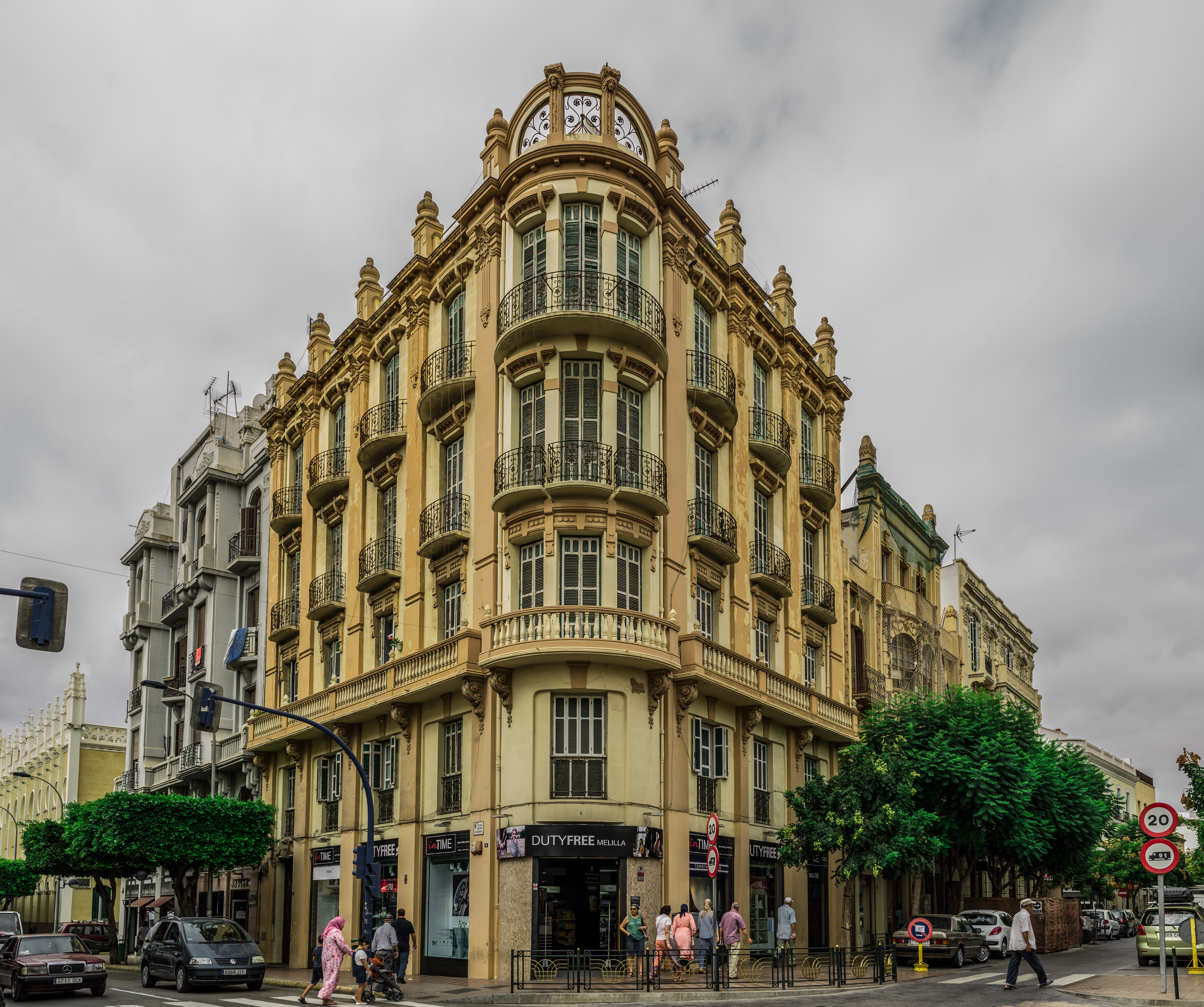
Дом Хосе Гарсиа Альваро (Edificio "El Acueducto")
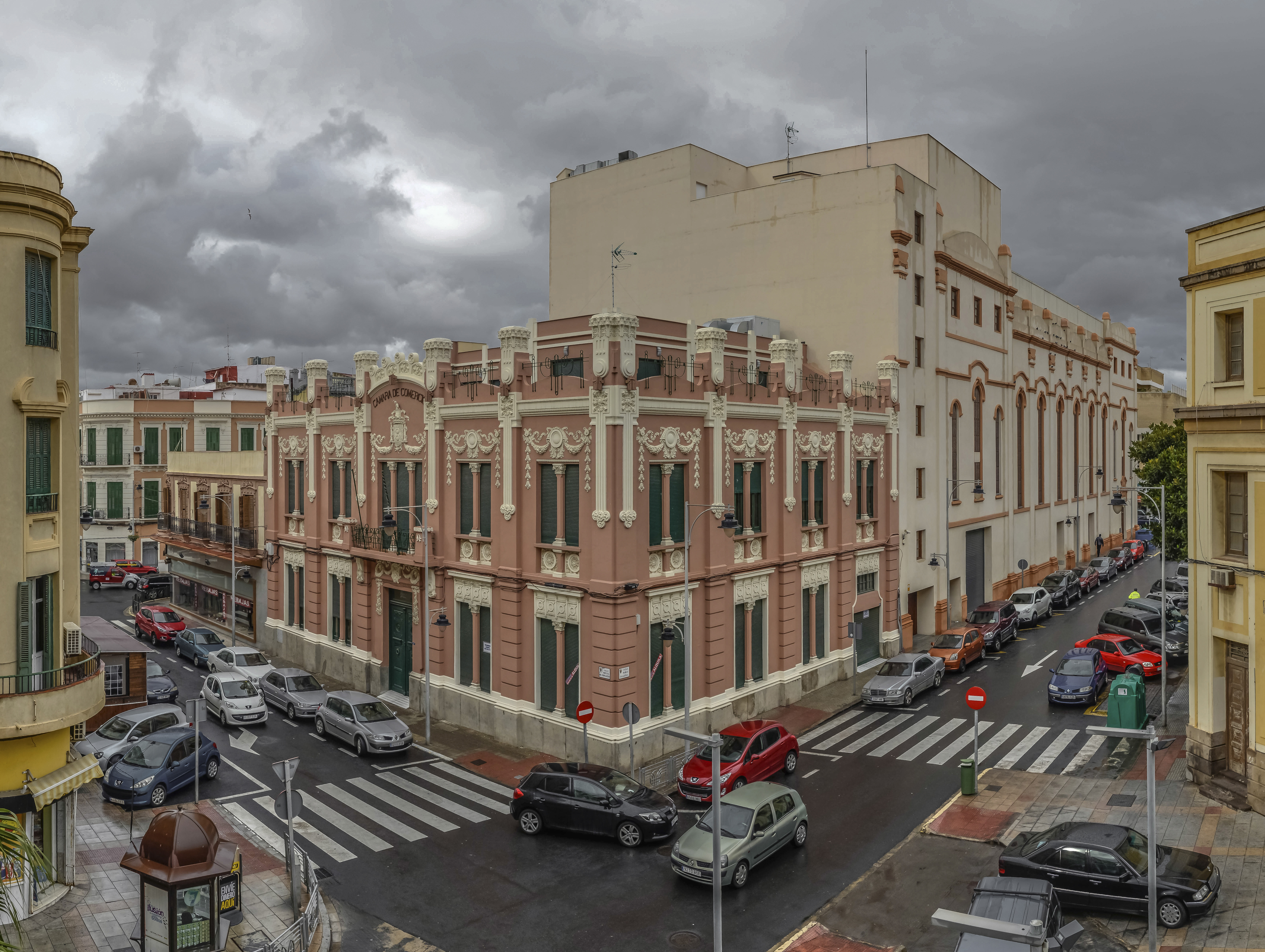
Cámara Oficial de Comercio, Industria y Navegación
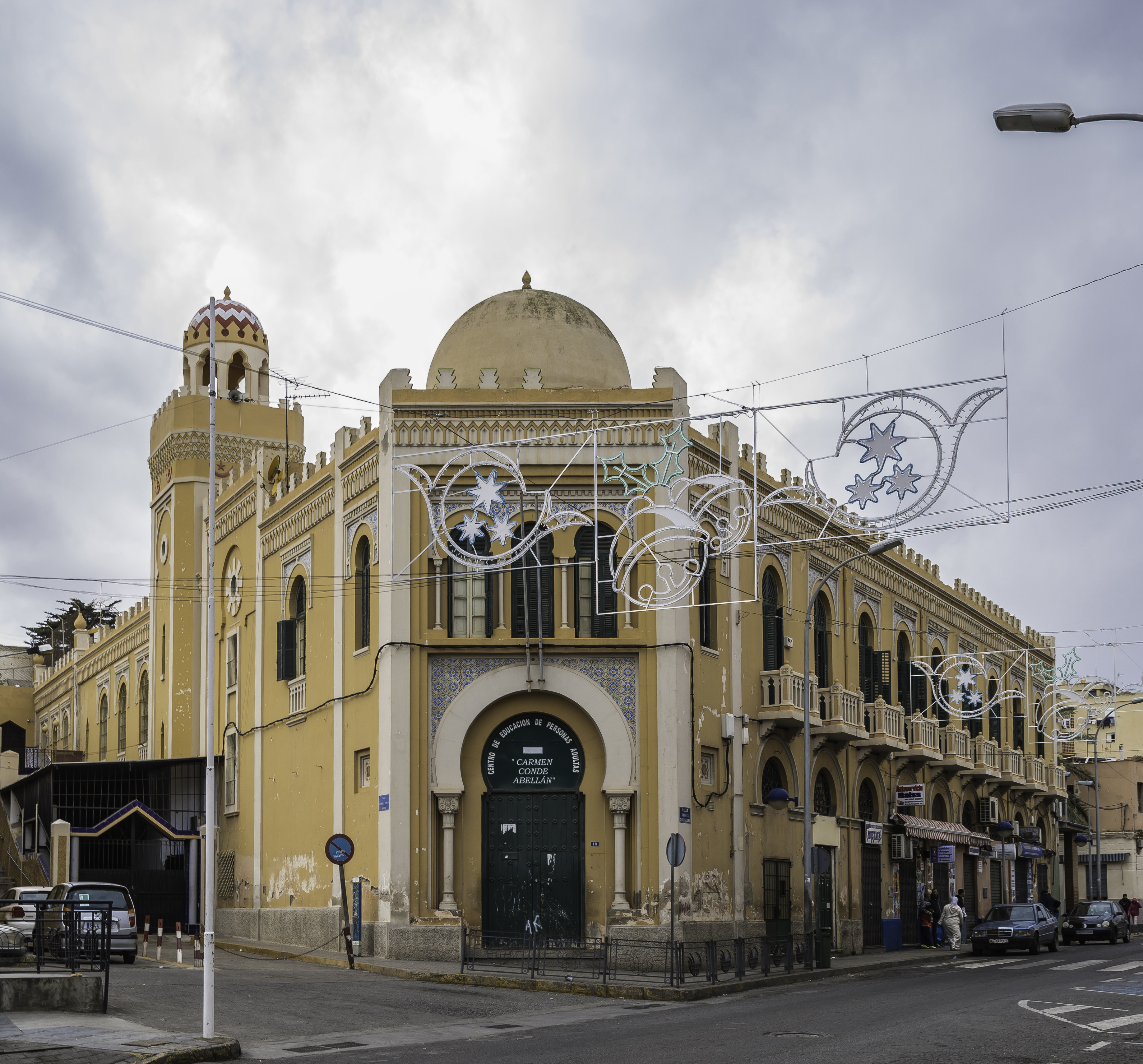
Mezquita Central
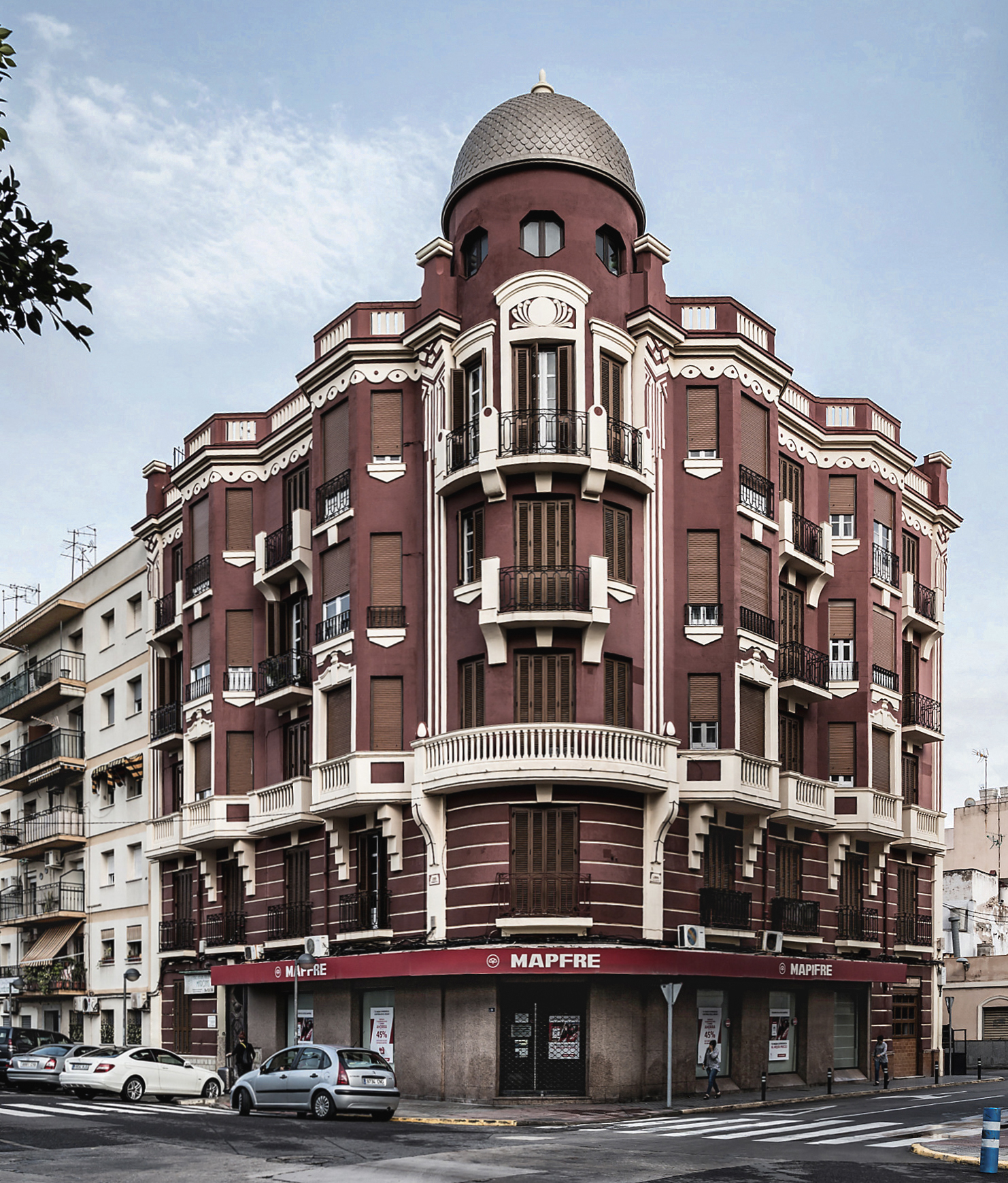
Avenida de la Democracia, 8